# George Drysdale
George Drysdale, född 27 december 1824 i 8 Royal Circus, Edinburgh, död 1904, var en brittisk läkare, bror till Charles Robert Drysdale och son till Sir William Drysdale (1781-1843), "city treasurer and tory leader on Edinburgh council" och Elizabeth Pew.

## The Elements of Social Science
Drysdale är mest bekant genom sin i hela Europa uppmärksammade bok The elements of social science, först publicerad anonymt 1854. Boken kom senare i 35 upplagor, översattes till flera språk och såldes i omkring 100 000 exemplar.
Boken var ett uttryck för nya naturvetenskapliga tankegångar. Kärleken, som tidigare hade varit idealiserad, blev i boken beskriven som ren drift och uppdämd energi. Boken betonade den enskildes livskvalitet. Manliga och kvinnliga könsorgan skulle, liksom andra kroppsdelar, hållas i "helsosam verksamhet". Varken män eller kvinnor borde undandra sig denna "fysiologiska lag". Drysdale knöt an till nationalekonomen Thomas Malthus idéer om barnbegränsning som ett medel att undgå social nöd och ett avsnitt i boken behandlar preventivmedel.
Många i kvinnorörelsen anslöt sig till detta paradigm som en förutsättning för jämställdhetskampen.
Boken översattes till svenska 1878.

## Skrifter
- The elements of social science or physical, sexual and natural, religion, 14., enlarged ed., London, 1876, 592 s.
- Samhällslärans grunddrag eller fysisk, sexuel och naturlig religion, 3., genomsedda och tillökade uppl., Stockholm, 1885, 612 s.